# Arabisk Wikipedia
Arabisk Wikipedia (arabisk: ويكيبيديا العربية / ويكيبيديا،, tr. Wīkībīdyā al-ʿArabiyya / Wīkībīdyā, al-Mūsūʿa al-Ḥurra ; dansk: den arabisksprogede Wikipedia) er den arabisksprogede  version af det verdensomspændende encyklopædi-projekt Wikipedia. Den arabisksprogede wikipedia blev lanceret i september 2001. Den arabisksprogede Wikipedia var i 2011 den 25. største version af Wikipedia, regnet efter antal artikler. I november 2016 er den arabisksprogede wikipedia den 20. største udgave af Wikipedia.
Pr. torsdag den 27. marts 2025 har den arabisksprogede Wikipedia 1.256.507 artikler, 3.752 aktive bidragydere og 25 administratorer.
Den arabiske wikipediaudgaves layout adskiller sig noget fra andre Wikipediaer. Mest bemærkelsesværdigt skriftretning, der er fra  højre til venstre på arabisk, placeringen af links er et spejlbillede af de Wikipediaer hvor skriftretningen venstre mod højre. Forud for Wikipedias opdatering til MediaWiki 1,16, havde arabisk Wikipedia en standardside inspireret af arabisk/islamisk stil. Ved skift fra MediaWikis nye Vector standardlayout til det oprindelige MonoBook-layout kan genoprette denne sideudformning.

## Milepæle
- Artikel nummer 10 000 var نكاف (kusma).